# Kimberly Williams-Paisley
Kimberly Payne Williams-Paisley (Rye, 14 settembre 1971) è un'attrice statunitense.

## Biografia
Kimberly Williams nasce da Gurney Williams, giornalista, e da Linda, oggi impegnata nella Michael J. Fox Foundation for Parkinson's Research. Ha una sorella minore, Ashley, anche lei attrice. Debutta al cinema nel 1991, a soli 20 anni, con Il padre della sposa quando viene scelta per il ruolo di Annie Banks, dove recita accanto a Steve Martin e Diane Keaton; ma nonostante il successo del film e del suo sequel del 1995, Il padre della sposa 2, la carriera della Williams non riesce a decollare del tutto.
Nel corso degli anni 1990 si limita a recitare in pellicole minori e film per la televisione come Il magico regno delle favole. Ritorna al successo nel 2001 con la sitcom La vita secondo Jim, dove recita nel ruolo di Dana, personaggio che interpreta per le prime sette stagioni e come guest nella ottava. Nel 2014 prende parte all'undicesima stagione della serie Due uomini e mezzo, interpretando il ruolo ricorrente di Gretchen.

## Vita privata
Il 15 marzo 2003 si è sposata con il cantante di musica country Brad Paisley (di cui ha preso il cognome, diventando così Kimberly Williams-Paisley), con cui vive a Franklin, nel Tennessee. Il 22 febbraio 2007 è nato William Huckleberry Paisley, primo figlio della coppia, mentre il 17 aprile 2009 è nato il secondo, Jasper Warren Paisley.

## Filmografia

### Attrice

#### Cinema
- Il padre della sposa (Father of the Bride), regia di Charles Shyer (1991)
- Ritorno a Tamakwa - Un'estate indiana (Indian Summer), regia di Mike Binder (1993)
- Samuel Beckett is Coming Soon, regia di Alan Arkin (1993)
- Coldblooded, regia di Wallace Wolodarsky (1995)
- Il padre della sposa 2 (Father of the Bride Part II), regia di Charles Shyer (1995)
- Conflitti di famiglia (The War at Home), regia di Emilio Estevez (1996)
- Complotto per un uomo solo (Safe House), regia di Eric Steven Stahl (1998)
- Solo una questione di sesso (Just a Little Harmless Sex), regia di Rick Rosenthal (1998)
- Un caimano nel soggiorno (Elephant Juice), regia di Sam Miller (1998)
- Inganni pericolosi (Simpatico), regia di Matthew Warchus (1999)
- Ten Tiny Love Stories, regia di Rodrigo García (2001)
- How to Go Out On a Date In Queens, regia di Michelle Danner (2006)
- How to Eat Fried Worms, regia di Bob Dolman (2006)
- We Are Marshall, regia di McG (2006)
- Eden Court, regia di Paul Leuer (2012)
- Chiedimi tutto (Ask Me Anything), regia di Allison Burnett (2014)
- Alvin Superstar - Nessuno ci può fermare (Alvin and the Chipmunks: The Road Chip), regia di Walt Becker (2015)
- Quel lungo viaggio di Natale, regia di Ron Oliver (2017)
- Speech & Debate, regia di Dan Harris (2017)
- You Get Me, regia di Brent Bonacorso (2017)
- Qualcuno salvi il Natale (The Christmas Chronicles), regia di Clay Kaytis (2018)
- Qualcuno salvi il Natale 2 (The Christmas Chronicles 2), regia di Chris Columbus (2020)
- Dog Gone - Lo straordinario viaggio di Gonker (Dog Gone), regia di Stephen Herek (2023)
- Jesus Revolution, regia di Jon Erwin (2023)

#### Televisione
- ABC Afterschool Specials – serie TV, episodio 19x3 (1990)
- Relativity – serie TV, 7 episodi (1996)
- Il magico regno delle favole (The 10th Kingdom), regia di David Carson e Herbert Wise – miniserie TV, 5 episodi (2000)
- La vita secondo Jim (According to Jim) – serie TV, 164 episodi (2001-2008)
- La rotta verso casa (Follow the Stars Home), regia di Dick Lowry – film TV (2001)
- Le scarpette di Maggie (The Christmas Shoes), regia di Andy Wolk – film TV (2002)
- Il settimo è quello giusto (Lucky 7), regia di Harry Winer – film TV (2003)
- Identity Theft: The Michelle Brown Story, regia di Robert Dornhelm – film TV (2004)
- Perfetti... ma non troppo (Less Than Perfect) – serie TV, episodio 3x17 (2005)
- Boston Legal – serie TV, episodio 5x13 (2008)
- La forza del perdono (Amish Grace), regia di Gregg Champion – film TV (2010)
- Royal Pains – serie TV, 1 episodio (2010)
- Nashville – serie TV, 20 episodi (2012-2013)
- Due uomini e mezzo (Two and a Half Men) – serie TV, 6 episodi (2014)
- Darrow & Darrow – film TV (2017)
- The Christmas Train – film TV (2017)
- Darrow & Darrow 2 – film TV (2018)
- Darrow & Darrow: Body of Evidence – film TV (2018)
- The Flash – serie TV, 2 episodi (2019)
- Witness to Murder – film TV (2019)
- Dolly Parton: Le corde del cuore (Dolly Parton's Heartstrings) – serie TV, episodio 1x01 (2019)

### Doppiatrice
- Porco Rosso (2003)

## Doppiatrici italiane
Nelle versioni in italiano delle opere in cui ha recitato, Kimberly Williams è stata doppiata da:
- Francesca Fiorentini ne Il padre della sposa, Quel lungo viaggio di Natale, Darrow & Darrow
- Laura Lenghi in La vita secondo Jim (st. 4), Qualcuno salvi il Natale, Qualcuno salvi il Natale 2
- Antonella Baldini in Chiedimi tutto, The Flash
- Barbara De Bortoli in La vita secondo Jim (st. 1-3, 5-8), Dolly Parton: Le corde del cuore
- Benedetta Degli Innocenti in Alvin Superstar - Nessuno ci può fermare
- Paola Valentini in Il padre della sposa 2
- Laura Latini in Inganni pericolosi
- Ilaria Stagni in Il magico regno delle favole
- Paola Majano in Le scarpette di Maggie
- Stella Musy in Due uomini e mezzo
- Domitilla D'Amico in Boston Legal
- Anna Cugini in Jesus Revolution